# La Solsida
La Solsida és una muntanya de 290 metres que es troba al municipi de Godall, a la comarca del Montsià.